# Adimantus ornatissimus
Adimantus ornatissimus är en insektsart som först beskrevs av Hermann Burmeister 1838.  Adimantus ornatissimus ingår i släktet Adimantus och familjen gräshoppor. Inga underarter finns listade i Catalogue of Life.